# Obcházení zákona
Obcházení zákona je takové právní jednání, jež sice přímo neporušuje žádnou právní normu, avšak které ke zmaření jejího účelu a smyslu přesto směřuje (např. rozdělení transakce v zakázaném objemu na větší počet dílčích transakcí).
Obcházení zákona je jednání in fraudem legis, tedy ne v doslovném rozporu s právní normou (contra legem), ale takové, které chce dosáhnout cíle právem nepředpokládaného. Vzhledem ke zřejmé nežádoucnosti tohoto cíle ale zároveň nejde o mlčky dovolené chování praeter legem.